# سام أديكوجبي
صموئيل أيوميدي أديكوجبي (بالإنجليزية: Samuel Ayomide Adekugbe) هو لاعب كرة قدم كندي محترف من مواليد 16 يناير 1995 يلعب كظهير أيسر في الدوري التركي الممتاز لنادي هاتاي سبور كما يلعب للمنتخب الكندي.

## مسيرته مع الأندية

### نادي فانكوفر وايتكابس
في 28 أغسطس 2013، وقع أديكوجبي عقدًا محليًا لجيل أديداس في الدوري الأمريكي لكرة القدم مع نادي فانكوفر، مما جعله سابع توقيع محلي في تاريخ النادي. ظهر لأول مرة كمحترف في 27 أكتوبر في المباراة النهائية لموسم 2013 والتي انتهت بالفوز 3-0 على كولورادو رابيدز.

### إعارة لبرايتون وهوف ألبيون
خلال شتاء 2015، تم استدعاء أديكوجبي للتدرب في نادي برايتون آندهوف ألبيون الإنجليزي لكرة القدم. في 15 يوليو 2016، حيث انتقل أديكوجبي إلى برايتون بموجب عقد إعارة لمدة موسم واحد، وشارك في البداية بفريق تطوير النادي. في 9 أغسطس 2016 شارك أديكوجبي في المباراة التي فاز فيها برايتون بنتيجة 3-0 على كولشيستر يونايتد في كأس الدوري الأوروبي لكرة القدم موسم 2016-2017.
في 23 أغسطس 2016، سجل أديكوجبي هدفه الاحترافي الأول بعد فوز فريقه 4-2 على أوكسفورد يونايتد في الجولة الثانية من كأس الدوري الأوروبي لكرة القدم موسم 2016-2017. وفي 14 يناير 2017، بدأ أديكوجبي أول مباراة له في البطولة والتي هُزم فيها فريقه 2-0 أمام بريستون نورث إند.

### إعارة لنادي غوتبورغ
انضم أديكوجبي إلى نادي غوتبورغ على سبيل الإعارة في 25 يوليو 2017 ، للفترة المتبقية من الموسم، مع خيار الشراء للنادي. في 30 يوليو ظهر لأول مرة ضد نادي نورشوبينغ والتي فاز فيها غوتبورغ 4-1.

### نادي فوليرينغا
في 8 يناير 2018، أعلن نادي فوليرينغا عن توقيعه مع أديكوجبي عقداً مدته أربع سنوات. ظهر لأول مرة مع الفريق في مباراة ضد نادي كريستيانسوند، لعب أديكوجبي 94 مباراة مع الفريق.

### نادي هاتاي سبور
في 18 يونيو 2021، أُعلن نادي هاتاي سبور عن إمضاء أديكوغبي عقداً مع النادي لمدة ثلاث سنوات، وهو فريق ينافس في الدوري التركي الممتاز اعتبارًا من فاتح أغسطس 2021. وفي 14 أغسطس ظهر اللاعب لأول مرة مع فريقه الجديد في مباراة ضد نادي قاسم باشا.

## مسيرته الدولية
في عام 2012 كان أديكوجبي مؤهلاً لتمثيل منتخبات إنجلترا أو نيجيريا أو كندا دوليًا. نُقل عنه قوله إنه يحلم باللعب لمنتخب إنجلترا في ويمبلي. ومع ذلك، فقد مثل كندا على مستوى الناشئين والكبار.

### منتخب كندا للناشئين
كان أديكوجبي جزءًا من تشكيلة منتخب كندا تحت 17 سنة لكرة القدم لدورة كوتيف تحت 20 سنة 2013 من 11 إلى 21 أغسطس. بعد موسم ناجح مع نادي فانكوفر سنة 2014، تم استدعاء أديكوجبي للإلتحاق بمنتخب كندا تحت 20 سنة من قبل المدرب روب غيل في 7 نوفمبر 2014. وظهر لأول مرة في المباراة التي جمعت منتخب بلاده مع منتخب إنجلترا في 12 نوفمبر والتي إنتهت بالتعادل 1-1. وفي يناير 2015 شارك مع منتخب كندا في بطولة الكأس الذهبية تحت 20 سنة لكرة القدم.

### منتخب كندا الأول
تم إستدعاء أديكوجبي للمشاركة مع منتخب كندا الأول في مباراتين وديتين ضد منتخب موريتانيا في سبتمبر 2013، على الرغم من أنه لم يشارك في أي من المباراتين. ظهر بعد ذلك بعامين في مباراة ضد منتخب بليز في 8 سبتمبر 2015. وفي يونيو 2017 تم إستدعاء أديكوجبي لتشكيلة كندا لكأس الكونكاكاف الذهبية في ذلك العام.
في 16 نوفمبر 2021، وخلال مباراة كندا ضد المكسيك ضمن التصفيات المؤهلة لكأس العالم 2022 والتي أقيمت على ملعب إدمونتون كومنولث، احتفل أديكوجبي بهدف كايل لارين في الدقيقة 52 من خلال الغوص جماعة إلى الوراء في كتلة ثلجية بجانب الملعب. وانتشر الاحتفال بعد ذلك على نطاق واسع. كما سجل هدفه الأول لكندا في تصفيات كأس العالم لكرة القدم 2022 ضد الولايات المتحدة في 30 يناير 2022. وفي نوفمبر 2022، تم إستدعاء أديكوجبي ضمن تشكيلة منتخب كندا المشاركة في نهائيات كأس العالم 2022 المقامة في قطر.

## الحياة الشخصية
ولد أديكوجبي في لندن لأبوين من أصول نيجيرية وعاش في إنجلترا حتى سن العاشرة، بعدها انتقلت عائلته إلى كندا. وله شقيق أصغر هو إيليا لاعب كرة قدم محترف في نادي كافالري. أديكوجبي معجب بمانشستر سيتي. وقد حصل في 23 أغسطس 2013 على الإقامة الدائمة بكندا، مما أهله كلاعب محلي في الأندية الكندية لتضمينه في القوائم المشاركة في الدوري الأمريكي لكرة القدم. في عام 2016 أصبح أديكوجبي مواطنًا كنديًا.

## إحصائيات المهنة

### مع الأندية
آخر تحديث المباريات التي أقيمت قبل 12 نوفمبر 2022. 
| النادي                   | الموسم        | الدوري                                  | الدوري | الدوري | الكأس الوطني | الكأس الوطني | كأس الدوري | كأس الدوري | كأس قاري | كأس قاري | أخرى | أخرى  | المجموع | المجموع |
| النادي                   | الموسم        | البطولة                                 | لعب    | أهداف  | لعب          | أهداف        | لعب        | أهداف      | لعب      | أهداف    | لعب  | أهداف | لعب     | أهداف   |
| ------------------------ | ------------- | --------------------------------------- | ------ | ------ | ------------ | ------------ | ---------- | ---------- | -------- | -------- | ---- | ----- | ------- | ------- |
| فانكوفر وايتكابس         | 2013          | دوري كرة القدم المتحدة (الدرجة الثانية) | 3      | 0      | –            | –            | –          | –          | –        | –        | 1    | 0     | 4       | 0       |
| فانكوفر وايتكابس         | 2013          | الدوري الأمريكي لكرة القدم              | 1      | 0      | –            | –            | 0          | 0          | –        | –        | –    | –     | 1       | 0       |
| فانكوفر وايتكابس         | 2014          | الدوري الأمريكي لكرة القدم              | 4      | 0      | 0            | 0            | –          | –          | –        | –        | 0    | 0     | 4       | 0       |
| فانكوفر وايتكابس         | 2015          | الدوري الأمريكي لكرة القدم              | 9      | 0      | 1            | 0            | –          | –          | 4        | 0        | 0    | 0     | 14      | 0       |
| فانكوفر وايتكابس         | 2016          | الدوري الأمريكي لكرة القدم              | 2      | 0      | 2            | 0            | –          | –          | 0        | 0        | –    | –     | 4       | 0       |
| فانكوفر وايتكابس         | المجموع       | المجموع                                 | 16     | 0      | 3            | 0            | 0          | 0          | 4        | 0        | 0    | 0     | 23      | 0       |
| نادي وايتكابس الاحتياطي  | 2015          | الرابطة المتحدة لكرة القدم              | 2      | 0      | –            | –            | –          | –          | –        | –        | –    | –     | 2       | 0       |
| نادي وايتكابس الاحتياطي  | 2016          | الرابطة المتحدة لكرة القدم              | 4      | 0      | –            | –            | –          | –          | –        | –        | 0    | 0     | 4       | 0       |
| نادي وايتكابس الاحتياطي  | المجموع       | المجموع                                 | 6      | 0      | 0            | 0            | 0          | 0          | 0        | 0        | 0    | 0     | 6       | 0       |
| برايتون أند هوف ألبيون   | 2016–17       | دوري البطولة الإنجليزية                 | 1      | 0      | 2            | 0            | 2          | 1          | –        | –        | –    | –     | 5       | 1       |
| نادي غوتبورغ             | 2017          | الدوري السويدي الممتاز                  | 9      | 0      | 1            | 0            | –          | –          | –        | –        | –    | –     | 10      | 0       |
| نادي فوليرينغا الاحتياطي | 2018          | دوري الدرجة الثانية النرويجي ‏           | 1      | 0      | –            | –            | –          | –          | –        | –        | –    | –     | 1       | 0       |
| نادي فوليرينغا           | 2018          | الدوري النرويجي الممتاز                 | 27     | 0      | 2            | 0            | –          | –          | –        | –        | –    | –     | 29      | 0       |
| نادي فوليرينغا           | 2019          | الدوري النرويجي الممتاز                 | 24     | 0      | 1            | 0            | –          | –          | –        | –        | –    | –     | 25      | 0       |
| نادي فوليرينغا           | 2020          | الدوري النرويجي الممتاز                 | 26     | 0      | 0            | 0            | –          | –          | –        | –        | –    | –     | 26      | 0       |
| نادي فوليرينغا           | 2021          | الدوري النرويجي الممتاز                 | 12     | 0      | 0            | 0            | –          | –          | 2        | 0        | –    | –     | 14      | 0       |
| نادي فوليرينغا           | المجموع       | المجموع                                 | 89     | 0      | 3            | 0            | 0          | 0          | 2        | 0        | 0    | 0     | 94      | 0       |
| هاتاي سبور               | 2021–22       | الدوري التركي الممتاز                   | 34     | 0      | 3            | 0            | –          | –          | –        | –        | –    | –     | 37      | 0       |
| هاتاي سبور               | 2022–23       | الدوري التركي الممتاز                   | 12     | 0      | 1            | 0            | –          | –          | –        | –        | –    | –     | 13      | 0       |
| هاتاي سبور               | المجموع       | المجموع                                 | 46     | 0      | 4            | 0            | 0          | 0          | 0        | 0        | 0    | 0     | 50      | 0       |
| المجموع العام            | المجموع العام | المجموع العام                           | 171    | 0      | 13           | 0            | 2          | 1          | 6        | 0        | 1    | 0     | 193     | 1       |

### المشاركات الدولية
آخر تحديث المباراة التي أقيمت قبل 17 نوفمبر 2022.
| سنة     | اللعب | الأهداف |
| ------- | ----- | ------- |
| 2015    | 2     | 0       |
| 2016    | 1     | 0       |
| 2017    | 3     | 0       |
| 2018    | 1     | 0       |
| 2019    | 2     | 0       |
| 2020    | 2     | 0       |
| 2021    | 13    | 0       |
| 2022    | 10    | 1       |
| المجموع | 34    | 1       |

اعتبارًا من 30 يناير 2022. يمثل الجدول التالي أهداف أديكوجبي لمنتخب كندا.
| رقم الهدف | تاريخ         | مكان                            | الترتيب | الخصم            | نتيجة | منافسة                 |
| --------- | ------------- | ------------------------------- | ------- | ---------------- | ----- | ---------------------- |
| 1         | 30 يناير 2022 | تيم هورتنز فيلد، هاميلتون، كندا | 26      | الولايات المتحدة | 2 –0  | تصفيات كأس العالم 2022 |

## روابط خارجية
- سام أديكوجبي في دوري كرة القدم الأمريكية
- السيرة الذاتية وايتكابس
- سام أديكوجبي على تويتر
- سام أديكوجبي في اتحاد كندا لكرة القدم